# Жеваго Іван Семенович
Іван Семенович Жеваго (рос. Иван Семенович Жеваго; 16 жовтня 1912, Росія — 7 липня 1986, Росія) — російський актор.

## Життєпис
Народився 16 жовтня 1912 року в Росії.
На початку 30-их вчився у театральному інституті. Першу роль в кіно отримав у 1933 році у фільмі «Одні знайомі» (рос. «Одни знакомые»), але опісля зробив 20-річну перерву у акторській діяльності. У 1938 році закінчив по закінченню Російського інституту театрального мистецтва, переїхав в Уссурійський край, де працював у театрі міста Ворошиловск. Згодом був актором Тамбовського обласного драмтеатру. З 1955 року й до смерті працював у мінському Театрі-студії кіноактора.
Помер 7 липня 1986 року в Росії.

## Фільмографія
1. 1957: «Ходіння за три моря» (Хождение за три моря, кінофільм) — епізодична роль
2. 1959: «Строга жінка» (Строгая женщина, 1959, кінофільм) — Макар
3. 1960: «Проста історія» (Простая история, кінофільм) — Бичков
4. 1960: «Хлопці з нашого двору» (Ребята с нашего двора, короткометражний) — епізодична роль
5. 1960: «Таємниця Дімки Кармія» (Тайна Димки Кармия, кінофільм) — Федір Любєзний
6. 1964: «Острів Чаклун» (Остров Колдун, кінофільм) — епізодична роль
7. 1964: «Я-Береза» (Я-Береза, телефільм) — епізодична роль
8. 1966: «Веселі расплюєвські дні» (Веселые расплюевские дни, кінофільм) — часний пристав Ох
9. Шаблон:Рі к у кіно: «Заблудлий» (Заблудший, телефільм) — Анатолій Іванович
10. 1966: «Невловимі месники» (Неуловимые мстители, кінофільм) — злодій
11. 1967: «Війна і мир» (Война и мир, кінофільм) — солдат Російської армії
12. 1967: «Діамантова рука» (Бриллиантовая рука, кінофільм) — епізодична роль
13. 1970: «Квіти запізнілі» (Цветы запоздалые, кінофільм) — епізодична роль
14. 1970: «Кремлівські куранти» (Кремлевские куранты, кінофільм) — епізодична роль
15. 1973: «Іван Васильович змінює професію» (Иван Васильевич меняет профессию, кінофільм) — епізодична роль
16. 1976: «Хвилі Чорного моря» (Волны Черного моря, телесеріал) — капітан «Тургєнєва»